# IC 5189
IC 5189 — галактика типу * (зірка) у сузір'ї Водолій.
Цей об'єкт міститься в оригінальній редакції індексного каталогу.